# هيئة التنمية المستدامة وحقوق الأجيال القادمة
هيئة التنمية المستدامة وحقوق الأجيال القادمة هيئة دستورية تونسية استحدثت بموجب دستور 2014.

## التاريخ
الهيئة لم تظهر بعد على الرغم من نداءات الجمعيات المعنية بالتنمية المستدامة.

## العمل
حسب المادة 125، تتمتع الهيئة بالاستقلال المالي والإداري. وتقديم تقرير سنوي لمجلس نواب الشعب. ويحدد المادة 129 من الدستور دور الهيئة على النحو التالي: [يتبع النص الذي يحدد دور الهيئة ومسؤولياتها وفقاً للدستور]
في 13 يونيو 2019، صوت مجلس نواب الشعب على القانون التنظيمي الذي يحدد مهمتها، وصلاحياتها، وتركيبها، وممثليها، وطريقة انتخابها وتنظيمها، وكذلك أساليب استجوابها.